# 調味料

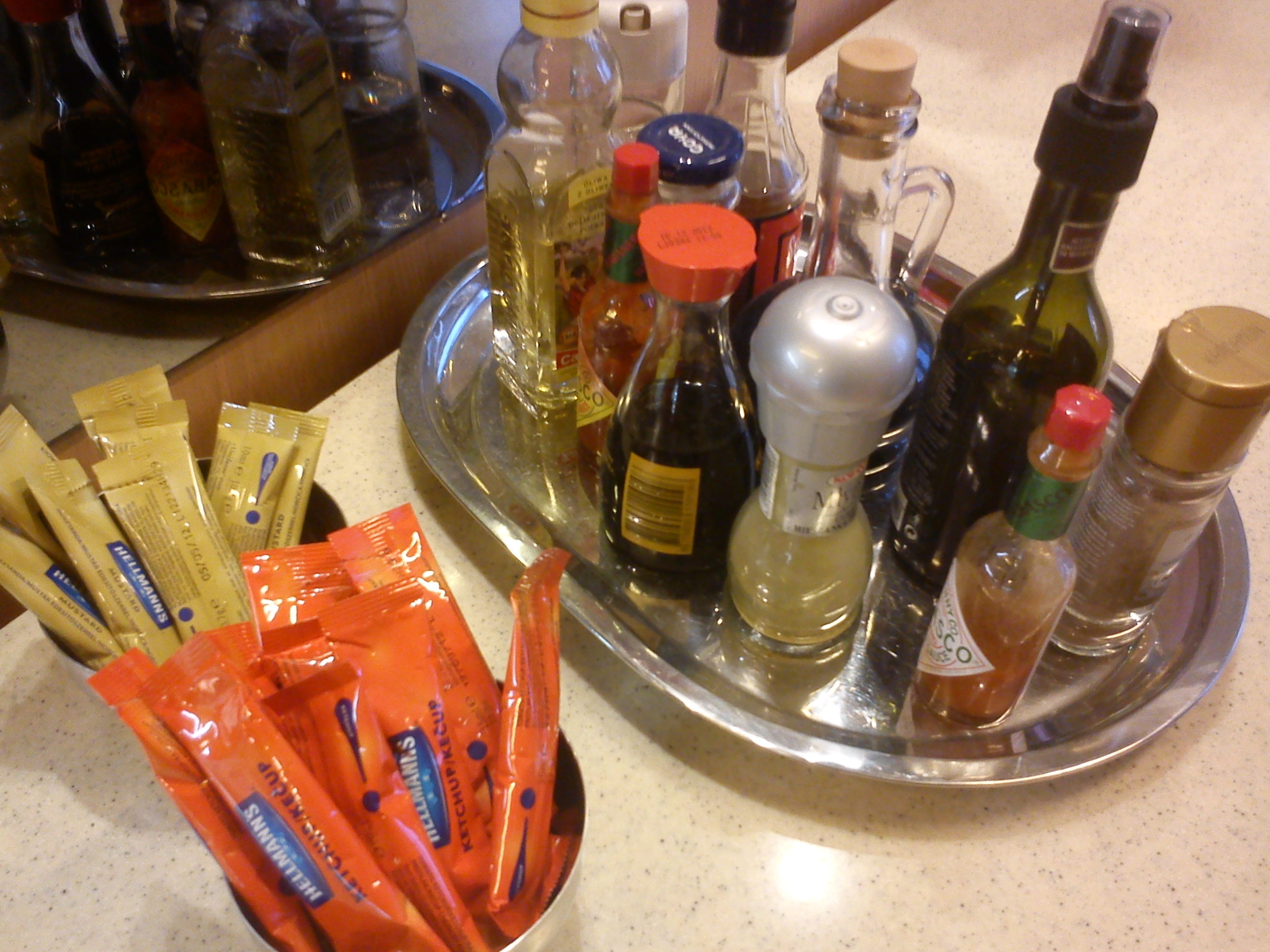
各種調味料

調味料（ちょうみりょう、英: Seasoning）は、料理の調味に使う材料。調理の際に用いられる場合と料理を食べる段階で用いられる場合がある。

## 基本調味料
調味料には、塩、酢、砂糖のようにほぼ世界的に用いられるもののほか、その地域に特有の調味料も数多くある。日本では醤油や味噌などが基本調味料に含まれる（調味料のさしすせそも参照）。

## 調味料の分類

### 単一調味料と複合調味料
調味料は単一調味料と複合調味料に分けられ、単一調味料の成分には、鹹味料（かん味料）の食塩、酸味料の酢酸やクエン酸など、甘味料の砂糖やぶどう糖など、苦味料のカフェインなど、うまみ料のグルタミン酸ナトリウムなどがある。また、複合調味料にはソースや魚醤などがある。

### 天然調味料と化学調味料
天然調味料は分解型調味料（植物性たんぱく質由来のHVP、動物性たんぱく質由来のHAP、酵母エキスなど）、配合型調味料（肉エキス型とHVP型）、抽出型調味料（動物性肉エキスと植物性肉エキス）、風味調味料（鰹節や昆布など）、醸造型調味料（味噌、醤油、味醂、食酢など）に分けられる。
特に発酵の工程のある味噌、醤油、酢、味醂、魚醤などは発酵調味料とも称される。
化学調味料にはL-グルタミン酸ナトリウム（MSG）を主体とするうま味調味料があり、 これに核酸系調味料（IN及びGN）を配合した複合調味料も含まれる。

### 性状による分類
物質の状態による分類では、固形タイプ、粉末タイプ、液体タイプ、ペーストタイプ、半固体状のもの（マヨネーズなど）、他にジュレなどもある。

## 味覚との関係
塩はしょっぱさを与えるものであるが、甘いものに混ぜて甘味を増加させるためにも使用される。例えば、スイカに食塩を少量かけて食べることで甘味をより強く感じられる。このように異なる味があるときに一方の味がもう一方の味を強めることを、「味の対比効果(あじのたいひこうか）」という。
電気的な刺激で味を知覚させる研究も行われている。

## 日本料理における調味料の位置付け
前近代における伝統的な日本料理は、「醤油」と「味噌」といった二大万能調味料があったことで新しい味付けをする試みはあまり成されなかった（味噌を万能とする表現は『本朝食鑑』にもある）。これは日本料理の特徴が、四季の多様な食材に頼っていたことにもより、食材に手を加えない（食材本来の味を包丁の切り方でいかに引き出すか）といったこだわりも、豊富な食材がある大前提で成立したものとされる（日本料理の海外進出が難しいのも、旬の食材頼りにある）。

## 調味料の種類
- 砂糖 - 黒砂糖
- 塩 - 海塩、岩塩
- 酢 - 柚子
- 醤油
- 魚醤（しょっつる、いしる、ナンプラー、ニョクマム⇒柑橘類・酢・砂糖・ニンニク・唐辛子を加えてたヌクチャム)
- 味噌 - （米味噌、豆味噌、麦味噌）
- 醤・ひしお - 豆板醤、XO醤、芝麻醤、豆豉醤、甜面醤、沙茶醤、コチュジャン
- タレ、垂味噌
- めんつゆ(醤油+みりん+出汁)
- 土佐酢(醤油+柚子+みりん+出汁、ポン酢(醤油+みりん+出汁+柑橘類+お酢)
- 割下
- 出汁
- 酒 - 日本酒、煎り酒、料理酒
- みりん
- コショウ
- 一味唐辛子
- 七味唐辛子
- ウスターソース（中濃ソース、濃厚ソース、とんかつソース）
- ケチャップ
- オイスターソース
- サンバルソース
- チリソース（タバスコ）
- チャツネ(インドなど)
- マスタード
- マヨネーズ
- 油脂、ラー油
- 香辛料、ハーブ
- カレー粉
- うま味調味料
- タンパク加水分解物

## 地方独特の調味料
- しょっつる（秋田県）
- いしる（石川県）
- 南蛮味噌（東北・北陸）
- どろソース（近畿地方・オリバーソース他）
- 柚子胡椒（大分県など）
- マキシマム（宮崎県）
- コーレーグス（沖縄県）

## 関連文献
- 大久保洋子「江戸の調味料」『日本調理科学会誌』第47巻第4号、日本調理科学会、2010年、233-235頁、doi:10.11402/cookeryscience.47.233。